# Zawiść (emocja)
Zawiść – uczucie znacznie silniejsze niż zazdrość, polegające na odczuwaniu silnej niechęci lub wrogości w stosunku do osoby, której czegoś się zazdrości. 
Zawiść może występować w sytuacjach, gdy osobiste cechy, posiadane przedmioty lub osiągnięcia nie dorównują ich poziomowi/jakości u innych osób. Wiąże się z pragnieniem, aby druga osoba straciła obiekt będący powodem zawiści.